# Michael Konstantin von Zaremba
Michael Konstantin von Zaremba-Kalinowa (* 15. September 1711 auf Gut Kimelen, Litauen; † 30. August 1786 in Brieg) war ein preußischer Generalleutnant.

## Leben

### Herkunft
Er war der Sohn des Erbherrn auf Gut Kimelen, Johann von Zaremba und dessen Ehefrau Katharina, geborene von Minulitz.

### Militärkarriere
Zaremba war zunächst Page bei Friedrich Ludwig zu Dohna-Carwinden. Mitte Mai 1726 trat er als Gemeiner in das Infanterieregiment „von Bechefer“ der Preußischen Armee ein und kam Ende April 1734 als Fähnrich in das Infanterieregiment „zu Dohna“. Dort avancierte er im September 1735 zum Sekondeleutnant. Mitte September 1741 dimittierte Zaremba, trat in polnische Dienste und wurde als Rittmeister im Dragonerregiment des Fürsten Radziwill angestellt. 1744 trat er als Premierleutnant wieder in die preußische Infanterie ein. Im Juni 1770 wurde er Generalmajor und Regimentschef. Anlässlich einer Revue erhielt er 1776 den Orden Pour le Mérite. Während des Bayerischen Erbfolgekrieges war Zaremba 1778/79 bei der Armee des Königs und nahm am Gefecht bei Weißkirch teil. Mitte Juli 1779 wurde er Dompropst zu Minden, stieg im Mai 1782 zum Generalleutnant auf und erhielt im Juli 1782 den Schwarzen Adlerorden.

### Familie
In erster Ehe heiratete Zaremba 1749 Dorothea Sophie von Maltzahn († 1754). Nach deren Tod heiratete er in zweiter Ehe im Jahr 1763 Juliane Elisabeth Freiin von Liedlau und Ellguth (1722–1794), die aus erster Ehe 1761 verwitwete Schwiegertochter des preußischen Generalfeldmarschalls Friedrich Leopold von Geßler (1688–1762). Er hatte aus erste Ehe zwei Töchter, darunter Elisabeth Konstantine, die Heinrich Ernst von Mauderode heiratete und Mutter des Generalmajors Ernst von Mauderode wurde.